# Elméki
Elméki (auch Elmécki, El Mécki und El Méki) ist ein Dorf in der Landgemeinde Dabaga in Niger.

## Geographie
Das Bergdorf liegt auf einer Höhe von 712 m in einem Trockental im Hochgebirge Aïr. Es hat den Charakter einer Oase. Elméki befindet sich etwa 56 Kilometer nordwestlich von Dabaga, dem Hauptort der gleichnamigen Landgemeinde, die zum Departement Tchirozérine in der Region Agadez gehört. Zu den größeren Dörfern in der Umgebung zählt das rund 19 Kilometer entfernte Aoudéras.
In Elméki wurde die Vogelart Samtkopf-Grasmücke (Sylvia melanocephala) beobachtet. Es kommt die Art Tomopterna cryptotis aus der Familie der Afrikanischen Ochsenfrösche vor.

## Geschichte
Die Tuareg in Elméki stammen aus dem Damergou und unterstehen im System der traditionellen Herrschaft (chefferie traditionnelle) direkt dem Sultan von Agadez.
Zinnminen machten Elméki ab den 1950er Jahren zu einem Anziehungspunkt für Menschen aus der Region, die wegen der Dürre ihre Viehherden verloren hatten und eine neue Einkommensquelle suchten. Es entwickelte sich ein Markt für importiertes Getreide, der von Hausa-Händlern dominiert wird. Die Deutsche Gesellschaft für Technische Zusammenarbeit ließ ab 1979 die Straße zwischen Elméki und der Oase Timia ausbauen. Das mehrjährige Projekt schuf Arbeitsplätze für etwa 70 junge Männer aus dem Dorf. Bei einer Untersuchung im Jahr 1986 wurden beim Befall mit der Saugwürmer-Art Schistosoma haematobium unter den 5- bis 14-Jährigen eine Prävalenz von 62 Prozent und bei der gesamten Dorfbevölkerung eine Prävalenz von 43,5 Prozent festgestellt.
Bei der Volkszählung 2001 hatte Elméki 674 Einwohner, die in 125 Haushalten lebten. Landminen, die 2009 im Konflikt zwischen der Bewegung der Nigrer für Gerechtigkeit und den Streitkräften Nigers hinterlassen worden waren, machen das Dorf unbewohnbar. Die gesamte halbnomadische Bevölkerung, 667 Personen, war gezwungen vorübergehend in die Regionalhauptstadt Agadez zu übersiedeln.

## Wirtschaft und Infrastruktur
In der Gegend von Elméki gibt es Weideland. Das staatliche Versorgungszentrum für landwirtschaftliche Betriebsmittel und Materialien (CAIMA) unterhält eine Verkaufsstelle im Ort. Mit einem Centre de Santé Intégré (CSI) ist ein Gesundheitszentrum im Dorf vorhanden. Es gibt eine Schule. Das nigrische Unterrichtsministerium richtete 1996 gemeinsam mit dem Welternährungsprogramm der Vereinten Nationen zahlreiche Schulkantinen in von Ernährungsunsicherheit betroffenen Zonen ein, darunter eine für Nomadenkinder in Elméki. Die Niederschlagsmessstation von Elméki liegt auf 700 m Höhe und wurde 1956 in Betrieb genommen. Durch das Dorf verläuft die 295 Kilometer lange Landstraße RR1-002 zwischen der Regionalhauptstadt Agadez im Süden und dem Departementshauptort Iférouane im Norden. In Elméki zweigt die 91 Kilometer lange Route 121 nach Timia ab. Es handelt sich um einfache Pisten.